# Don’t Start Now
Don’t Start Now ist ein Lied der britisch-albanischen Sängerin Dua Lipa, das am 31. Oktober 2019 als Single über Urban Records und Warner Music veröffentlicht wurde. Das Stück ist die erste Singleauskopplung aus ihrem zweiten Studioalbum Future Nostalgia, welches am 27. März 2020 erschien.

## Entstehung
Das Lied wurde von Dua Lipa selbst, gemeinsam mit den Koautoren Caroline Ailin, Ian Kirkpatrick und Emily Warren geschrieben beziehungsweise komponiert. Kirkpatrick war darüber hinaus ebenfalls für die Produktion zuständig.

## Inhalt
Dieses Lied handelt davon, ein neues Leben nach der Trennung zu beginnen. Die Sängerin fühlt sich sehr positiv an, aber ihr eifersüchtiger Ex-Freund kann es einfach nicht ertragen, dass sie über die Beziehung hinweg ist. „Geh weg, du weißt wie. Fang jetzt nicht an dich für mich zu interessieren“ („Walk away, you know how. Don’t start caring about me now“), singt sie. Musikalisch bewegt sich das Lied im Bereich des Dance-Pops und des Nu-Disco.

## Musikvideo
Das Musikvideo wurde im Oktober 2019 in Brooklyn vom Regisseur Nabil Elderkin gedreht. und am 1. November 2019 auf Dua Lipas YouTube-Kanal veröffentlicht, wo es über 744 Millionen Aufrufe verzeichnen konnte (Stand: August 2025).

## Preise
Am 22. November 2020 wurde Dua Lipa für Don’t Start Now mit einem American Music Award in der Kategorie „Favorite Song – Pop/Rock“ ausgezeichnet. Das Stück setzte sich hierbei gegen Blinding Lights (The Weeknd), Circles (Post Malone), Someone You Loved (Lewis Capaldi) und The Box (Roddy Ricch) durch.

## Kommerzieller Erfolg

### Chartplatzierungen
In Großbritannien hielt sich das Lied 25 Wochen in den Top 10 der Charts, womit es eines der Lieder ist, die am längsten in den britischen Top-10 verweilen konnten.
| ChartsChartplatzierungen       | Höchstplatzierung | Wochen |
| ------------------------------ | ----------------- | ------ |
| Deutschland (GfK)              | 10 (39 Wo.)       | 39     |
| Österreich (Ö3)                | 6 (36 Wo.)        | 36     |
| Schweiz (IFPI)                 | 7 (42 Wo.)        | 42     |
| Vereinigte Staaten (Billboard) | 2 (52 Wo.)        | 52     |
| Vereinigtes Königreich (OCC)   | 2 (67 Wo.)        | 67     |

| ChartsJahrescharts (2020)      | Platzierung |
| ------------------------------ | ----------- |
| Deutschland (GfK)              | 19          |
| Österreich (Ö3)                | 19          |
| Schweiz (IFPI)                 | 15          |
| Vereinigte Staaten (Billboard) | 4           |
| Vereinigtes Königreich (OCC)   | 6           |

| ChartsJahrescharts (2021)    | Platzierung |
| ---------------------------- | ----------- |
| Vereinigtes Königreich (OCC) | 78          |

### Auszeichnungen für Musikverkäufe
| Land/Region                  | Auszeichnungen für Musikverkäufe (Land/Region, Auszeichnung, Verkäufe) | Verkäufe   |
| ---------------------------- | ---------------------------------------------------------------------- | ---------- |
| Australien (ARIA)            | 8× Platin                                                              | 560.000    |
| Belgien (BRMA)               | 2× Platin                                                              | 80.000     |
| Brasilien (PMB)              | 3× Diamant                                                             | 480.000    |
| Chile (IFPI)                 | Gold                                                                   | 90.000     |
| Dänemark (IFPI)              | 3× Platin                                                              | 270.000    |
| Deutschland (BVMI)           | 3× Gold                                                                | 600.000    |
| Finnland (IFPI)              | Platin                                                                 | 40.000     |
| Frankreich (SNEP)            | Diamant                                                                | 333.333    |
| Italien (FIMI)               | 3× Platin                                                              | 210.000    |
| Kanada (MC)                  | Diamant                                                                | 800.000    |
| Neuseeland (RMNZ)            | 7× Platin                                                              | 210.000    |
| Norwegen (IFPI)              | 3× Platin                                                              | 180.000    |
| Österreich (IFPI)            | 3× Platin                                                              | 90.000     |
| Peru (UNIMPRO)               | 4× Platin                                                              | 24.000     |
| Polen (ZPAV)                 | Diamant                                                                | 100.000    |
| Portugal (AFP)               | 7× Platin                                                              | 70.000     |
| Spanien (Promusicae)         | 5× Platin                                                              | 300.000    |
| Vereinigte Staaten (RIAA)    | 4× Platin                                                              | 4.000.000  |
| Vereinigtes Königreich (BPI) | 4× Platin                                                              | 2.600.000  |
| Insgesamt                    | 2× Gold · 55× Platin · 6× Diamant ·                                    | 11.037.333 |

Hauptartikel: Dua Lipa/Auszeichnungen für Musikverkäufe